# 莫阿山
莫阿山（英語：Mount Moa）是南極洲的山峰，位於奧次地，處於肯特高原南端，屬於邱吉爾山脈的一部分，海拔高度超過2,000米，現時由南極條約體系管理。